# Nova vas pri Konjicah
Nova vas pri Konjicah este o localitate din comuna Slovenske Konjice, Slovenia, cu o populație de 82 de locuitori.